# NGC 6117
NGC 6117 је спирална галаксија у сазвежђу Северна круна која се налази на NGC листи објеката дубоког неба.
Деклинација објекта је + 37° 5' 43" а ректасцензија 16h 19m 18,2s. Привидна величина (магнитуда) објекта NGC 6117 износи 13,8 а фотографска магнитуда 14,5. NGC 6117 је још познат и под ознакама NGC 6117A, UGC 10338, MCG 6-36-22, CGCG 196-36, IRAS 16174+3712, PGC 57816.